# Michael Bockemühl
Michael Bockemühl (* 21. Februar 1943 in Dresden; † 23. Dezember 2009) war ein deutscher Kunstwissenschaftler. Er war Inhaber des Lehrstuhls für Kunstwissenschaft, Ästhetik und Kunstvermittlung an der Fakultät für Kulturreflexion, der privaten Universität Witten/Herdecke.

## Werdegang
Bockemühl studierte in München und Bochum Kunstgeschichte, Philosophie und Kirchengeschichte. Von 1967 bis 1971 entwickelte er eine selbstorganisierte studentische Studienform. Die dabei gewonnenen Erfahrungen flossen in die Konzeption des Studium fundamentale der Universität Witten/Herdecke ein. 1979 bekam Bockemühl für seine Dissertation über das Spätwerk von Rembrandt den Jahrespreis der Ruhr-Universität Bochum. Für seine Habilitation bekam er ein Stipendium der Deutschen Forschungsgemeinschaft (DFG). 1984 habilitierte sich Bockemühl an der Ruhr-Universität Bochum und wurde dann Privatdozent für Mittlere und Neue Kunstgeschichte. Den Ruf auf den Lehrstuhl für Kunstwissenschaft, Ästhetik und Kunstvermittlung der Universität Witten/Herdecke erhielt er 1990. Von 1994 bis 1998 war er Dekan der Fakultät für das Studium fundamentale. Es folgten von 1994 bis 2000 Gastprofessuren an der Fakultät für Sozial- und Wirtschaftswissenschaften der Universität Innsbruck, an der Pädagogischen Fakultät der Universität Bielefeld, sowie an der Fakultät für Wirtschaftswissenschaft der Universität Stockholm. Seit Oktober 2007 war Bockemühl wieder Dekan der Fakultät.

## Forschungsschwerpunkte
Bockemühls Forschungsschwerpunkte waren die Malerei im 19. und 20. Jahrhundert, aber er veröffentlichte auch Studien zur künstlerischen Entwicklung von Michelangelo, Rembrandt und William Turner. Die Reflexion der Bewusstseinsgrundlagen künstlerischer und außerkünstlerischer Erfahrung, der Zusammenhang zwischen Bild, Musik und Bewegung sowie Grundfragen zu ästhetischer Wahrnehmung und Gestaltung sozialer und wirtschaftlicher Zusammenhänge. Es gelang ihm, die moderne Wissenschaftlichkeit und die Anthroposophie durch das aktive künstlerische Wahrnehmen zu verbinden.

## Jawlensky-Ausstellung in Essen
1998 veranstaltete das Museum Folkwang in Essen eine von Bockemühl mitinitiierte Ausstellung und ein öffentliches Expertensymposium unter dem Titel: Jawlensky – Das Auge ist der Richter – die wiedergefundenen Aquarelle. Bei diesem Symposium konnte der Nachweis geführt werden, dass die „wiedergefundenen“ Aquarelle Fälschungen waren.

## Veröffentlichungen

### Bücher
- Rembrandt – Zum Wandel des Bildes und seiner Anschauung im Spätwerk, Mäander Verlag, Mittenwald, 1981 [Dissertationsschrift]
- GLS Gemeinschaftsbank. Neue Formen im Umgang mit Geld, Hrsg. zusammen mit Rolf Kerler, Verlag Freies Geistesleben, Stuttgart, 1985
- Die Goetheanumbauten in Dornach. Aspekte einer konkreten Architektur (Studien und Versuche 25), Verlag Freies Geistesleben, Stuttgart, 1985
- Die Wirklichkeit des Bildes. Bildrezeption als Bildproduktion – Rothko, Newman, Rembrandt, Raphael [Habilitationsschrift], Urachhaus Verlag, Stuttgart, 1985
- Studium und Arbeit. Lernen im vierten Jahrsiebt, hrsg. zusammen mit Michael Brater, Verlag Freies Geistesleben, Stuttgart, 1988
- J. M. W. Turner 1775 – 1851. Die Welt des Lichtes und der Farbe, Benedikt Taschen Verlag, Köln, 1991
- Rembrandt 1606 – 1669. Das Rätsel der Erscheinung, Benedikt Taschen Verlag, Köln, 1991
- DenkZeichen und SprachGebärde: Tafelzeichnungen Rudolf Steiners, hrsg. zusammen mit Walter Kugler, Urachhaus Verlag, Stuttgart, 1993
- Das Kunstwerk und die Wissenschaften. Über die unterschiedliche Art, sich ein Bild zu machen, hrsg. zusammen mit Uta Miksche und Ulrich von Gizycki, edition tertium, Ostfildern, 1994
- Alexej von Jawlensky. Das Auge ist der Richter: die wiederaufgefundenen Aquarelle, hrsg. zusammen mit Georg-W. Költzsch, Ausstellungskatalog Museum Folkwang Essen, DuMont, Köln, 1998
- Beratung ist Umsetzung nach allen Regeln der Kunst – Leitfaden zum Kunstkonzept Droege & Comp. AG, Int. Unternehmer-Beratung, hrsg. von der Droege & Comp. AG, Düsseldorf, 1999 – 2. Auflage 2001
- Das Jawlensky-Symposion. Supplementband zum Katalog Jawlensky – Das Auge ist der Richter, hrsg. zusammen mit Georg-W. Költzsch, Museum Folkwang Essen, Oberhausen, 2000
- J. M. W. Turner, 1775–1851 – The World of Light and Colour, Köln, 2000
- Ohne Wahrnehmung keine Welt: ein KunstPortrait, Hrsg. Yvonne Schwarzer, Westerweide Verlag, Witten, 2003
- Anna Leonie – der lichte Raum – Malerei & Zeichnungen 1995–2005, Verlag der Galerie Rupert Walser, München, 2005
- Das Wie am Was – Beratung und Kunst. Das Kunstkonzept von Droege und Comp., hrsg. zusammen mit Thomas Scheffold, Frankfurt am Main, 2007
- Bildrezeption als Bildproduktion. Ausgewählte Schriften zu Bildtheorie, Kunstwahrnehmung und Wirtschaftskultur. Hrsg. von Karen van den Berg und Claus Volkenandt, Transkript Verlag, Bielefeld, 2016, ISBN 978-3-8376-3656-7

### Aufsätze in Büchern (Auswahl)
- Fasching, in: Die Rudolf-Steiner-Schule Ruhrgebiet. Leben, lehren, lernen in einer Waldorfschule. Eine freie Schule sieht sich selbst, Rowohlt-Verlag, Reinbek, 1976, S. 58–59.
- Zur Arbeit mit dem Schulchor, in: Die Rudolf-Steiner-Schule Ruhrgebiet. Leben, lehren, lernen in einer Waldorfschule. Eine freie Schule sieht sich selbst, Rowohlt-Verlag, Reinbek, 1976, S. 185.
- Zur Poetik in der 10. Klasse, in: Die Rudolf-Steiner-Schule Ruhrgebiet. Leben, lehren, lernen in einer Waldorfschule. Eine freie Schule sieht sich selbst, Rowohlt-Verlag, Reinbek, 1976, S. 183–184.
- Innocence of the Eye and Innocence of the Meaning. Zum Problem der Wirklichkeit in der realistischen Malerei von Gustave Caillebotte, in: Festschrift für Max Imdahl, hrsg. von Gottfried Boehm, Karlheinz Stierle und Gundolf Winter, München, 1984, S. 13–36.
- Kunst im Sozialen – Soziale Kunst (zusammen mit Rolf Kerler), in: Projekt Anthroposophie, hrsg. von Max von Limbacher, Rowohlt-Verlag, Reinbek, 1986, S. 60–77.
- Vom unvollendeten zum offenen Kunstwerk. Zur Diskussion des non-finito in der Plastik von Michelangelo, in: Studien zu Renaissance und Barock (Bochumer Schriften zur Kunstgeschichte), Festschrift für Manfred Wundram, hrsg. von Michael Hesse und Max Imdahl, Frankfurt a. M., 1986, S. 275–315.

### Fachartikel (Auswahl)
- Neue Aspekte zur Lehrerbildung. Rezension zu Kiersch, Freie Lehrerbildung, in: Die Drei, Jg. 1978; Nr. 7/8.
- Die Goetheanum-Bauten in Dornach: Aspekte einer konkreten Architektur in: Studien und Versuche. Eine anthroposophische Schriftenreihe 25, Stuttgart, 1985.
- Spielendes Anschauen – Spielendes Licht. Zu den Aquarellen von Wolfram, in: Die Drei März 1985, S. 185–193.
- Kunst im Sozialen – Soziale Kunst, in: Die Drei Juni 1985, S. 406–443.